# Día de la Unidad Nacional (Chile)
El Día de la Unidad Nacional fue un feriado que se observó el primer lunes de septiembre entre 1999 y 2001 en Chile. Su propósito era promover la reconciliación entre los chilenos tras la dictadura militar y el gobierno de la Unidad Popular.

## Historia
Fue creado por la Ley 19.588 del 11 de noviembre de 1998, cuyo artículo único establecía:

Artículo 1º. Sustitúyese el artículo único de la ley N.º 18.026, por el siguiente:
 "Artículo único. Declárase feriado legal el primer lunes del mes de septiembre, fecha que se denominará "Día de la Unidad Nacional"."

Con ello se eliminó el Día de la Liberación Nacional, feriado instituido en 1981 por la dictadura de Augusto Pinochet, que se celebraba cada 11 de septiembre, recordando el golpe de Estado que derrocó a Salvador Allende en 1973.
El Día de la Unidad Nacional tenía como objetivo lograr la reconciliación entre los chilenos tras la dictadura, al mismo tiempo de recordar a las víctimas de violaciones a los derechos humanos entre 1973 y 1990, y surgió como un acuerdo político entre Augusto Pinochet, en ese entonces senador vitalicio, y el presidente del Senado, el demócrata-cristiano Andrés Zaldívar.
A pesar de ello, nunca fue un feriado popular, y el fin propuesto no se logró, sino que, por el contrario, la conmemoración propiciaba los enfrentamientos entre partidarios y detractores de Pinochet. Finalmente este feriado fue suprimido por la Ley 19.793 del 6 de marzo de 2002, habiéndose celebrado sólo durante 3 años (1999, 2000 y 2001).